# Stadtarchiv Grenchen
Das Stadtarchiv Grenchen ist das Stadtarchiv der Stadt Grenchen im Schweizer Kanton Solothurn. Es wurde 1966 gegründet, seine Räume befinden sich seit 1996 im Schulhaus II, einem Kulturgut von regionaler Bedeutung.

## Auftrag
Das Sammelgebiet des Stadtarchivs Grenchen umfasst die Akten der Stadtverwaltung sowie Dokumente zur Geschichte Grenchens. Unter der Federführung des Stadtarchivs ist die 2018 erschienene Geschichte der Stadt Grenchen der Jahre 1850–2008 erarbeitet worden, welche Werner Strubs Heimatbuch Grenchen (1949) weiterführt. Zur Sammlung von Informationen wurde ein Stadtwiki gegründet, das die Öffentlichkeit zur Mitarbeit an der Geschichtsschreibung anregen soll.
Das Stadtarchiv ist Mitglied im Verein Schweizerischer Archivarinnen und Archivare und in der Informationssammlung zu Schweizerischen Gedächtnisinstitutionen ISplus verzeichnet.

## Bestand

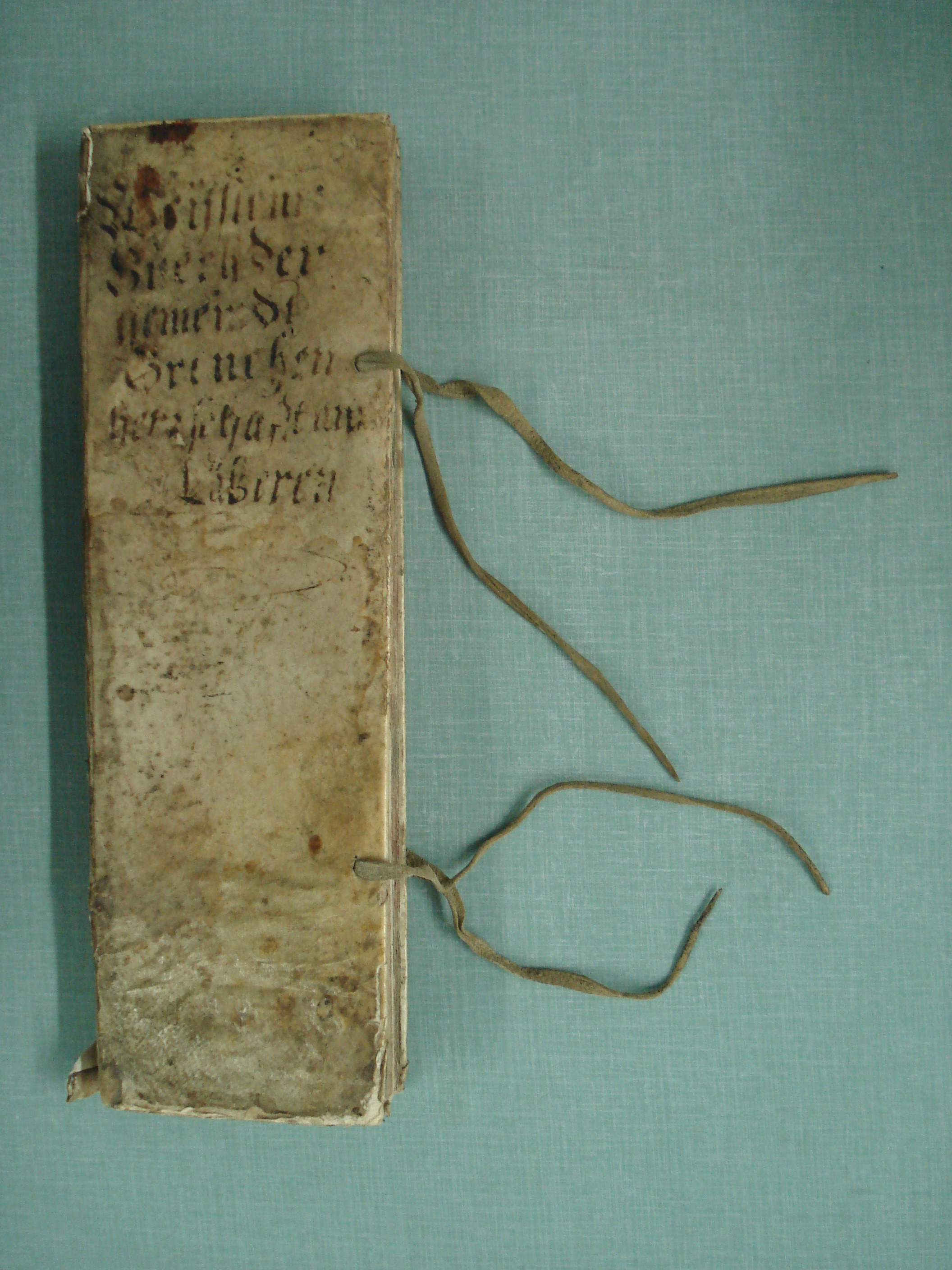
Das Weyslein Buech im Stadtarchiv verzeichnet die Grenchner Waisengelder von 1679 bis 1719.

In einem Entstehungszeitraum ab 1966 umfassen die Archivalienbestände des Stadtarchivs Grenchen etwa 300 Laufmeter sowie etwa 10’000 Fotografien; die bibliothekarischen Bestände umfassen etwa 2500 Bände.
Das Hauptarchiv, dessen Provenienz die Einwohnergemeinde Grenchen ist, umfasst hauptsächlich städtisches Verwaltungsschriftgut des 19. und 20. Jahrhunderts sowie einzelne „handschriftliche Dokumente ab dem 17. Jahrhundert“. Des Weiteren umfasst das Stadtarchiv Fotografien, Bilder und Filme, kirchliche Bestände, Personen- und Familiennachlässe, Pläne, Sammlungen, Vereinsarchive, einen Varia-Bestand sowie Zeitungen und Zeitschriften.
Zu den schriftlichen (Teil-)Nachlässen zählen unter anderem diejenigen der Gewerkschafterin Olga Triebold (1903–1996), des Uhrenfabrikanten Adolf Affolter (1904–1984), des Lehrers Joseph Eberwein (1840–1911), des Volkskundlers Franz Josef Schild (1821–1889), des Feinmechanikers und Konstrukteurs Albert Bandelier (1895–1983), des Uhrenarbeiters Adolf Gschwind (1886–1966), der Solo-Jodlerin Therese Wirth-von Känel (1923–2005), des Lehrers Leopold Bloch (1872–1942) sowie des Bundesrats Hermann Obrecht (1882–1940).

## Publikationen
- 100 Jahre sozialdemokratische Stadtammänner in Grenchen: Festschrift zum 100-Jahre-Jubiläum. Stadtarchiv, Grenchen 1999. OCLC 76234201
- Der Beginn der Uhrenindustrie in Grenchen und Bettlach: 150 Jahre Uhrenindustrie Grenchen und Region: 1851–2001. Abreissblätter. Stadtarchiv, Grenchen 2001. OCLC 81833822